# Tuirenn
Tuirenn, auch Turenn oder Tuireann, ist eine Sagengestalt aus der keltischen Mythologie Irlands. 
Tuirenn ist der Sohn Ogmas und der Vater Danus, Étaíns sowie der drei Brüder Brian, Iuchar und Iucharba, die in der Legende Aided Chlainne Tuirenn („Der Tod der Kinder Tuirenns“) stets als „die drei Söhne Tuirenns“ erwähnt werden. In anderen Versionen wird Delbaeth als deren Vater genannt, so dass eine Einheit der beiden Gestalten von manchen Keltologen erwogen wird.
Mit Flidais hat er die Töchter Fand, Bé Chuma und Be Theite.
Tuirenn wird manchmal auch mit Bricriu mit dem Beinamen Nemthega („Giftzunge“) gleichgesetzt, dem Titelhelden der Erzählung Fled Bricrenn („Bricrius Fest“).